# Acupicta delicatum
Acupicta delicatum är en fjärilsart som beskrevs av De Nicéville 1887. Acupicta delicatum ingår i släktet Acupicta och familjen juvelvingar. Inga underarter finns listade i Catalogue of Life.